# White Winged Horse
White Winged Horse ist ein Kurzfilm von Mahyar Mandegar, der ab 22. Februar 2020 im Rahmen der Internationalen Filmfestspiele Berlin gezeigt wurde. Der Film erzählt die Geschichte eines Mannes, der in seine iranische Heimatstadt zurückkehrt, die vor 20 Jahren im Krieg zerstört wurde. Er macht sich auf die Suche nach seiner Freundin aus Kindheitstagen. Diese hat ihm die ewige Liebe versprochen, sollte er eines Tages als weißgeflügeltes Pferd zurückkehren. 

## Handlung
Ein Mann kehrt in seine iranische Heimatstadt zurück, die vor 20 Jahren während des Krieges zerstört wurde. Seine Freundin aus Kindheitstagen hatte Taha vor vielen Jahren gebeten, mit ihm aus ihrer Heimatstadt zu fliehen, doch sie blieb. Sie versprach ihm damals die ewige Liebe, sollte er eines Tages als weißes Pferd mit Flügeln zurückkehren. Er macht sich auf die Suche nach ihr, voller Hoffnung, ihr Herz gewinnen zu können.

## Produktion
Regie führte Mahyar Mandegar, der auch das Drehbuch schrieb. Der 1996 in Teheran geborene Regisseur studierte an der Tehran University of Art und begann seine Karriere als Editor von Kurzfilmen wie Staircase, der 2018 für die Internationalen Filmfestspielen von Venedig ausgewählt wurde. Für seinen ersten Kurzfilm Blue Sky, Clean Earth wurde Mandegar unter anderem mit dem Asian Student Film Award beim International Student Film and Video Festival der Beijing Film Academy ausgezeichnet. Außerdem nahm er an einem Austauschprogramm mit der Filmuniversität Babelsberg Konrad Wolf teil, in dessen Rahmen der Dokumentarfilm Margarina Bailarina entstand.
Die Musik komponierte Salar M. Asghari. Als Kameramann fungierte Soroush Alizadeh, das Szenenbild verantwortete Faraz Modiri, die Kostüme Asma Ahmadi. Zuständig für die Maske war Babak Kashanfallah.
Ab 22. Februar 2020 wurde der Film in der Sektion Generation 14plus der Internationalen Filmfestspiele Berlin vorgestellt, wo er eine lobende Erwähnung erhielt. In der Begründung heißt es: „Dieser Film nutzt die Vorstellungskraft seines Publikums, um eine außergewöhnliche Welt herzustellen. Er folgt einem ungewöhnlichen Protagonisten, der nichtsdestoweniger starke Emotionen hervorruft. Wenn sich Fantasie schlussendlich mit der Realität verbindet, fühlt es sich an, als könnten wir mit dem weißen geflügelten Pferd davonfliegen.“

## Auszeichnungen
Internationale Filmfestspiele Berlin 2020
- Spezialpreis der Internationalen Jury der Sektion Generation 14plus für den Besten Kurzfilm – Lobende Erwähnung (Mahyar Mandegar)[4]